# Рахимов, Юсуф Исмаилович
Юсуф Исмаилович Рахимов (1870, Новомочалеи, Пильнинский район — 19 февраля 1943, Сарайлы-Кият, Крымская АССР) — российский и советский исламский религиозный деятель. Мулла соборной Севастопольской мечети (1914—1937). Репрессирован в 1937 году. Скончался во время немецкой оккупации в концлагере «Красный». Посмертно реабилитирован в 1957 году.

## Биография
Родился в 1870 году в деревне Новомочалеи Курмышинского уезда Симбирской губернии. Его отец Исмаил служил муллой в деревне.
С отличием окончил медресе в городе Буинске. На средства благотворительного мусульманского общества получил возможность учится на богослова в Стамбуле. Там познакомился с Исмаилом Гаспринским и его идеями джадидизма и пантюркизма.

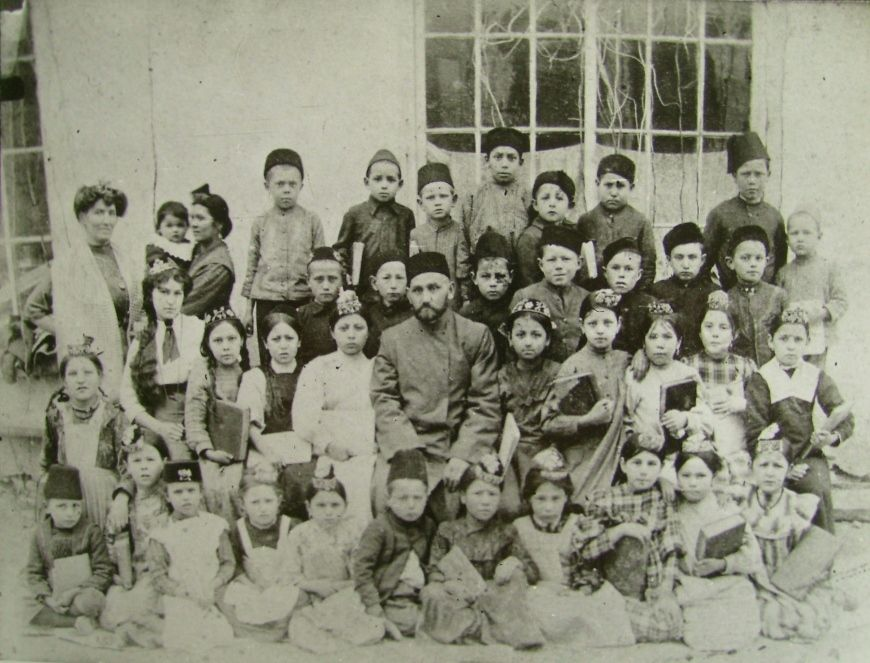
Рахимов с воспитанниками татарской школы, 1913 год

По приглашению мусульманской общины и по рекомендации Гаспринского Рахимов в 1899 году переезжает в Севастополь. Являлся директором Севастопольской татарской народной школы, где учились дети крымских татар и переселенцы из числа казанских татар. Преподавал географию и историю. Ввёл в учёный процесс математику, физику и химию, поскольку до этого образование было сфокусировано на изучении ислама.
В 1914 году стал муллой построенной Севастопольской мечети. Оставался муллой мечети до 1937 года. Являлся председателем «Общества пособия бедным мусульманам», созданного при мечети. Во время совершение хаджа у Рахимова останавливался Эмир Бухарского эмирата
Был кандидатом в гласные городской думы по списку Севастопольского мусульманского общества на выборах 1917 года. После прихода советской власти организовал татарский национальный комитет из числа деятелей «двадцатки» мечети. В 1927 году Юсуф Рахимов был лишён избирательных прав как мулла по статье 15-п. «м» Инструкции ВЦИК от 4 ноября 1926 года, а его супруга Фатима — как иждивенка муллы.
Во время сталинских репрессий был арестован 2 октября 1937 года. Был обвинён в «шпионаже и контрреволюционной националистической пропаганде среди татарского населения». Решением тройки НКВД Крымской АССР от 10 февраля 1938 года был приговорен к расстрелу, который должен был состояться 8 июля того же года. Однако в итоге расстрел ему заменили наказанием в виде 10 лет лишения свободы без права переписки. Во время немецкой оккупации Крыма он оказался в концлагере «Красный» и скончался там 19 февраля 1943 года от сердечного приступа. Посмертно реабилитирован 5 февраля 1957 года.
В 2007 году в Севастопольской мечети прошёл молебен в память о Юсуфе Рахимове.

## Семья
- Сын — композитор Камиль Юсуфович Рахимов (1900—1978)[3]
- Дочь — артистка Шафика Юсуфовна Кутдусова (1910—1956)[3]